# Tetranychus ipomoeae
Tetranychus ipomoeae är en spindeldjursart som beskrevs av Ma och Gao 1989. Tetranychus ipomoeae ingår i släktet Tetranychus och familjen Tetranychidae. Inga underarter finns listade i Catalogue of Life.